# Waisale Serevi
 (juin 2021).

a Compétitions nationales et continentales officielles uniquement.

b Matchs officiels uniquement.
Dernière mise à jour le 28 mars 2017.
Waisale Tikoisolomoni Serevi, né le 20 mai 1968, est un joueur de rugby à XV et à sept fidjien. Il a joué en équipe des Fidji et évolue aux postes de demi d'ouverture, ailier, arrière ou demi de mêlée.
Il a surtout des capacités énormes pour le rugby à sept. Il a joué pour l'équipe des Fidji de rugby à sept.
Probablement l’un des meilleurs joueurs de rugby à sept de tous les temps, il a un bilan incomparable à ce jeu : deux Melrose Cups, cinq Hong Kong Sevens, trois titres de meilleur joueur en Hong Kong Sevens, auxquels il faut ajouter deux médailles d’argent aux Jeux du Commonwealth et une médaille d’or aux Jeux mondiaux de 2001.
Il a aussi représenté les Fidji lors de trois coupes du monde de rugby à XV.
Serevi a quitté le rugby international après la coupe du monde de 2003, mais fut persuadé de revenir pour la coupe du monde de rugby à sept en 2005. Il a terminé en beauté en conduisant les Fidji vers un nouveau titre, Fidji étant la première nation qui remportait deux coupes du monde de rugby à sept. Après cette victoire, il fut nommé joueur-entraîneur de l’équipe nationale de rugby à sept.
Depuis la défaite concédée contre le pays de Galles au tournoi d'Edimbourg au mois de juin 2007, qui avait vu la Nouvelle-Zélande subtiliser la première place aux Fidjiens et remporter le circuit mondial, il était sous pression et a démissionné au mois de juillet 2007.

## Jeunesse
Le troisième enfant d'une famille en comptant cinq, Waisale Serevi est né le 20 mai 1968 à Suva, dans la plus grande ville et la capitale des Fidji, située sur l'île de Viti Levu,. Il est élevé par des fervents parents chrétiens tous les deux fortement impliqués dans la paroisse locale. Son attrait pour le rugby découle de son enfance, quand l'équipe des Fidji défait les Lions britanniques et irlandais en 1977 25–21 au Buckhurst Park de Suva,. Il ne voit pas le match mais décide de pratiquer ce sport en se rendant compte de l'impact de la victoire sur la population des îles des Fidji.
Sa famille déménage deux fois alors qu'il est enfant; la deuxième fois, ils s'établissent à Suva quand Waisale Serevi comemnce l'école secondaire. Il étudie à la Lelean Memorial School. Il échoue dans ses études, il n'obtient pas le Fiji Junior Certificate Examination, sanctionnant la dixième année d'études en 1984. Serevi s'est reproché son goût pour le rugby, disant : 
« je passais trop de temps à jouer et pas assez à étudier. »
Après avoir échoué à l'examen, Serevi quitte l'école et continue à jouer pour le club local de Rewa. Alors qu'il s'entraîne avec l'équipe, il n'est pas retenu pour les rencontres, l'entraîneur Jo Rauto le juge trop petit et craint qu'il ne se blesse. Il est finalement retenu avec l'équipe senior de la province à l'âge de 17 ans. Quelques mois plus tard, à l'initiative de son oncle Vesito Rauluni, il rejoint le club de Nabua Rugby Club (qui est dirigé par l'entraîneur Ratu Kitione Tuibua). L'équipe de Nabua l'emporte souvent dans les tournois de rugby à sept de l'île.

## Carrière de rugby à XV

### En club
Avant 1993 il évolue avec le Nasinu Rugby Club dans la compétition des clubs de rugby de Suva, et il représente Suva à de nombreuses occasions. En 1993 Serevi s'engage avec Mitsubishi Sagamihara, une équipe de Kyōto au Japon. Serevi joue d'abord pour Mitsubishi pour un contrat de 70 000 dollars australiens l'année avant qu'il soit revalorisé à 90 000 dollars australiens par an. Alors qu'il est engagé avec Mitsubishi en 1994, Serevi est contacté par les clubs d'Australian Rugby League des Canberra Raiders et par la suite des Brisbane Crushers pour les rejoindre. Alors qu'il est sur le point de rejoindre les Crushers, Serevi décide de rester avec le club de Mitsubishi en raison d'une augmentation de salaire et de la pression de l'Église méthodiste pour continuer le rugby à XV.
Serevi continue à évoluer au Japon pour Mitsubishi jusqu'en 1997 où il s'engage avec le club des Leicester Tigers pour une durée de deux ans,. La première démarche de Leicester est engagée quand il joue contre eux avec une sélection de joueurs nommée XV mondial à Twickenham en 1996. L'entraîneur australien des Tigers, Bob Dwyer, est formel avant ses débuts en Angleterre : « Mmmm, je pense que vous trouverez qu'il peut jouer n'importe quel jeu de rugby que vous lui demandiez » (« Mmmm, I think you'll find he can play whatever game of rugby you ask him to play. »).
Outre Waisale Serevi, Martin Corry, Michael Horak et Joël Stransky ont rejoint Leicester. Avec les titularisations d'Horak à l'arrière et de Stransky comme buteur et ouvreur, Waisale Serevi joue les utilités et change de poste. S'il est doué offensivement, il a des lacunes défensives. Il reste à Leicester une seule saison avant de rejoindre le Stade montois à Mont-de-Marsan,. Le club évolue en Élite 2 et a une réputation d'un jeu d'attaque, le jeu à la montoise des frères Boniface et de Darrouy, avec le président Patrick Nadal à la tête. Waisale Serevi est placé à l'ouverture par l'entraîneur Jean-Bernard Duplantier et la montée en Top 16 est acquise en fin de saison, la finale opposant le Stade à Montauban. Le Stade l'emporte.
Le Stade parvient à se maintenir au haut niveau en 1999-2000, dans un championnat à 24 clubs. Le championnat de France de rugby à XV 2000-2001 compte 21 clubs avant la première édition du Top 16. Le Stade montois est relégué. À 35 ans, Waisale Serevi rejoint le Stade Bordelais en janvier 2004.

### En équipe nationale
En 1987 Serevi est retenu avec l'équipe des Fidji B. L'année suivante il joue avec l'équipe des Fidji de rugby à XV pour la première fois, contre la province de Wellington en Nouvelle-Zélande. C'est la première fois qu'il dispute une rencontre devant une assistance nombreuse. Il en a des sentiments mitigés. Le 7 octobre 1989, à Liège, il connaît sa première cape internationale contre la Belgique pour une victoire 76-0,. Si l'opposition est relativement faible, il en profite pour inscrire deux essais. Il joue au poste de demi d'ouverture.
Il joue contre l'Écosse en 1989, et il est sélectionné à trois reprises en 1990. Serevi est retenu pour la Coupe du monde de rugby à XV 1991. Il y dispute deux rencontres contre le Canada et la France, perdant à chaque fois. Serevi ne dispute que deux rencontres de rugby à XV pour les Fidji en 1992 et en 1993, l'équipe perdant toutes ces rencontres. Les Fidji ne parviennent pas à se qualifier pour la Coupe du monde de rugby à XV 1995 disputée en Afrique du Sud. En 1996 Serevi est à nouveau retenu, son premier match en sélection depuis 1993. C'est une rencontre contre la province de Northland à Whangarei que remportent les Fidjiens 49-18; c'est la première victoire de Serevi avec son pays depuis 1991. Serevi joue à sept reprises en 1996, notamment des test-matchs contre Afrique du Sud et les Māori de Nouvelle-Zélande.
Serevi ne dispute aucune rencontre avec les Fidji en 1997, il entre en jeu en 1998 à Suva contre l'Écosse pour une victoire 51-26. Le demi d'ouverture titulaire est Nicky Little. Serevi joue à de nombreuses reprises en sélection en 1998, notamment les test-matchs contre la France, les États-Unis, l'Australie perdu 66-20, les Tonga gagné 32-15 et les Samoa (victoire 26-18). Ces trois derniers matchs sont disputés en septembre 1998 dans le cadre des qualifications pour la Coupe du monde de rugby à XV 1999. Avec deux victoires et une défaite, les Fidji parviennent à se qualifier pour la Coupe du monde de rugby à XV 1999 disputée en France. En 1999, Waisale Serevi est de nouveau présent lors des rencontres disputées contre l'Espagne, l'Uruguay et l'Italie.
Serevi est retenu pour la Coupe du monde de rugby à XV 1999 mais il ne joue pas demi d'ouverture, le sélectionneur néo-zélandais préfère le jeu de Nicky Little, jugé plus sobre et rigoureux et meilleur défenseur. Les Fidji sont battus en barrage pour les quarts de finale par l'Angleterre 45-24 sans avoir brillé.
Deux années s'écoulent avant que Serevi ne retrouve l'équipe nationale de rugby à XV. En 2001, il dispute un match contre une équipe régionale italienne, il entre en jeu après 57 minutes et il inscrit deux essais, deux transformations et deux pénalités pour permettre à son équipe de l'emporter 33-23. La rencontre suivante est un test-match contre l'Italie, il inscrit les dix points de son pays pour une défaite 10-66. Il joue à deux autres reprises pour les Fidji cette année-là, notamment une victoire 17-15 sur les Barbarians français, où Serevi est le captaine.
En 2002 Serevi joue à quatre reprises pour les Fidji pour quatre défaites. L'équipe nationale joue le pays de Galles, l'Irlande, l'Écosse A et l'Écosse. La dernière saison de Serevi à XV avec les Fidji a lieu en 2003, quand il dispute des rencontres dans le cadre de la préparation à la Coupe du monde de rugby à XV 2003 disputée en Australie. Il affronte les Queensland Reds, Marlborough et le Chili. Il est retenu pour jouer la Coupe du monde, il joue deux rencontres terminant sa carrière internationale sur une victoire 41-13 contre le Japon; c'est sa troisième participation à une Coupe du monde. Il a 35 ans.

### Avec les Barbarians
Le 11 novembre 1997, il joue avec les Barbarians français contre l'Afrique du Sud à Biarritz. Les Baa-Baas s'imposent 40 à 22.

## Carrière de rugby à sept

### 1989–1993
Waisale Serevi dispute des tournois locaux de rugby à sept aux îles Fidji. Il est retenu pour la première fois avec les Fidji pour le tournoi de Sydney en 1989. Ensuite, il fait ses débuts dans le tournoi du Hong Kong Sevens. Même si la Nouvelle-Zélande gagne finalement le tournoi, l'emportant sur les Fidji en demi-finale, Serevi est désigné meilleur joueur du tournoi.

### 1994–1999
Waisale Serevi dispute des tournois de rugby à sept aux îles Fidji et à Canberra. Serevi retourne au Hong Kong Sevens. Après avoir battu l'Afrique du Sud en quart de finale, les Fidji s'inclinent contre les futurs vainqueurs, la Nouvelle-Zélande en demi-finale.

### 1999–2004
Serevi commence la saison 1999 en remportant le tournoi Air Pacific Sevens des Fidji. Son équipe l'emporte sur les Fidjiens australiens 35-7. Après cette entame, Serevi est le capitaine de l'équipe des Fidji qui se présente au Hong Kong Sevens, pour sa onzième participation. Les Fidji l'emportent sur les Tonga (avec un essai dont l'origine est une passe de 40 mètres à une main de Serevi) puis sur l'Écosse. Les Fidji et Serevi retrouvent la Nouvelle-Zélande en finale. Les Fidji inscrivent trois essais, tous transformés par Serevi pour l'emporter 21-12. Serevi dédie la victoire à ses deux filles.
En 1999, l'International Rugby Board met en place l'IRB Sevens World Series. La première étape est le Dubaï rugby sevens.

### 2005–2007 entraîneur-joueur
Serevi commence l'année en conduisant les Lomaiviti Barbarians dans le tournoi Pacific d'Auckland (Nouvelle-Zélande). Serevi est de retour dans les îles Fidji en février (en provenance de son club de Staines en Angleterre) dans le but d'être retenu avec les Fidji pour disputer la Coupe du monde de rugby à sept 2005. Serevi déclare alors: « Mon objectif est de disputer la Coupe du monde ». Après être retenu par Wayne Pivac dans l'équipe des Fidji de rugby à sept, Serevi en est désigné capitaine,.

### 2007–2009

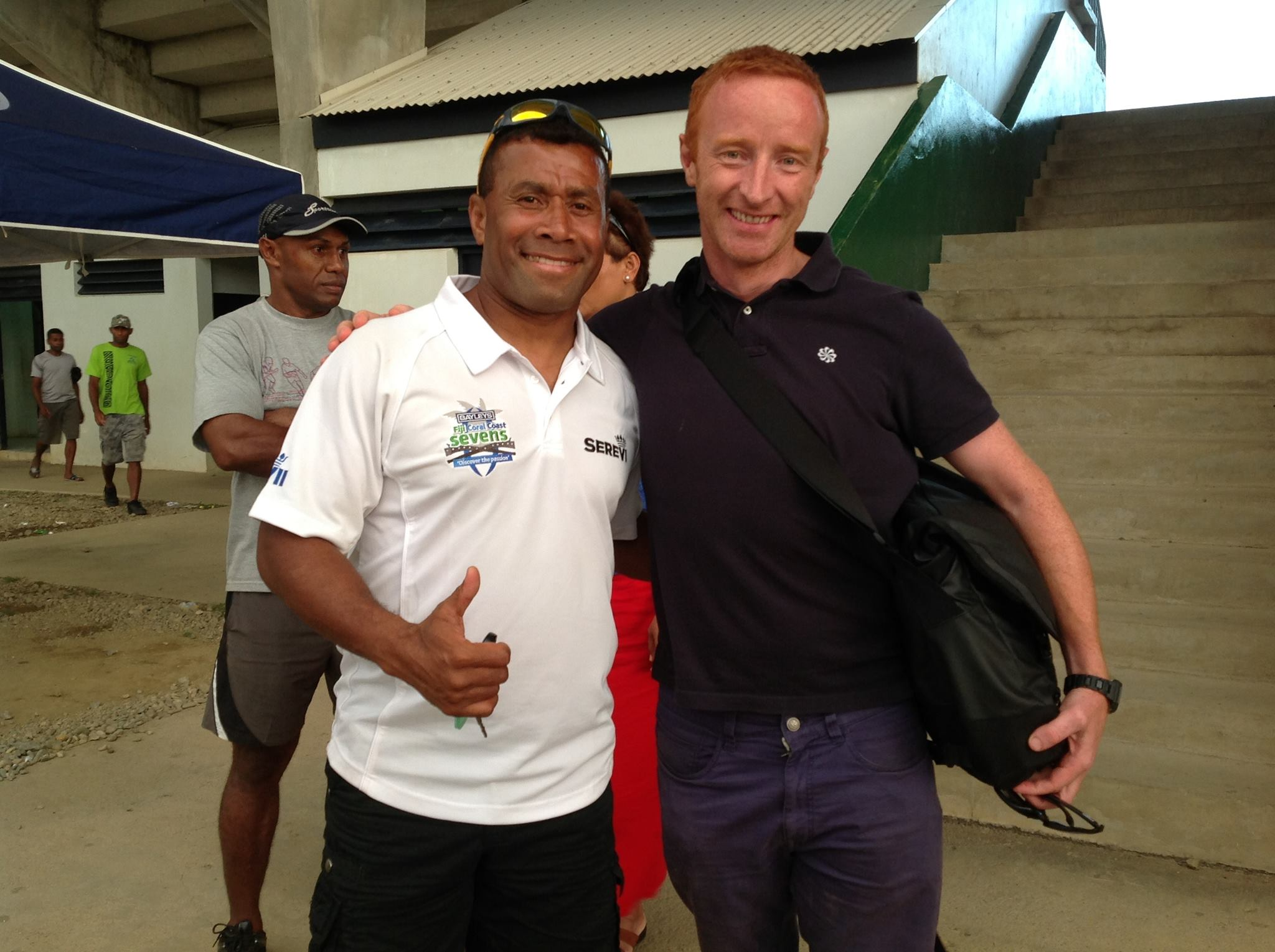
Waisale Serevi, avec Ben Ryan.

La fédération de Taipei chinois de rugby à XV engage Serevi comme entraîneur de l'équipe nationale de rugby à sept. Il prend ses fonctions en mars 2008. Sa première compétition avec l'équipe est le Hong Kong Sevens de 2008. Serevi a également pris le temps de participer au tournoi du Yokohama Country and Athletic Club au Japon, les 5 et 6 avril 2008, où son équipe de Yokohama remporte le tournoi s'imposant 57-14 en finale.
Le 24 juillet 2008, la fédération fidjienne annonce le retour de Serevi comme entraîneur de l'équipe des Fidji pour les IRB Sevens World Series 2008-2009 et l'étape de Dubaï des Rugby Sevens World Cup. Serevi est alors présent en Angleterre pour recvoir un diplôme honorifique de sport de la part de la Leeds Metropolitan University. Le président de la fédération fidjienne Keni Dakuidreketi nie que le choix de Serevi est le résultat de la pression publique après les résultats de l'équipe en 2007-2008 avec l'entraîneur Jo Savou.

## Repères biographiques
Waisale Serevi a une femme, Karalaini, qu'il épouse en 1993. Ils ont trois enfants, deux filles prénommées Una, née en 1994, et Asinate, née en 1995, et un garçon, Waisale Junior, né en 2001,. Sa femme travaille pour l'Armée des Fidji (Fijian Defence Force), et Waisale Serevi a passé la majorité de sa carrière rugbystique à l'étranger loin de sa famille. Il en est éloigné quand il évolue au Japon de 1992 à 1997, sa famille le rejoint en France entre 1999 et 2004. C'est un chrétien pratiquant, il se rend régulièrement dans les lieux de culte avec sa famille. Lors de chaque match, Waisale Serevi a les mots (Philippians 4:13) inscrits sur ses chaussures, ses bandelettes et son maillot, en référence au passage de la Bible : 
« Je peux tout réussir si le Christ me fortifie »
(« I can do all things through Christ who strengthens me. »).
Waisale Serevi apprend le japonais quand il évolue au Japon, et l'anglais quand il évolue au Royaume-Uni. Alors qu'il séjourne de nombreuses années en France, il n'apprend pas le français et il a besoin d'un interprète pour les entretiens. Concernant ses centres d'intérêt, Serevi aime bien écouter de la musique et regarder des films,. En dehors du rugby, il pratique d'autres sports comme le rugby foulard et le volley-ball. Il aime sortir, rencontrer des gens et voyager à travers le monde.
Le 18 mai 2007, Serevi est nommé inspecteur spécial de la force de police des Fidji par le Commissaire de police Romanu Tikotikoca. Il s'occupe de la jeunesse et de la communauté. Serevi n'est pas un officier permanent, il n'est rémunéré que quand il est présent, compte tenu de ses autres engagements.

## Palmarès de joueur

### En équipe nationale à XV
Waisale Serevi a participé à trois Coupes du monde.

#### Coupe du monde
| Édition             | Rang              | Résultats Fidji | Résultats W. Serevi | Matchs W. Serevi |
| ------------------- | ----------------- | --------------- | ------------------- | ---------------- |
| Angleterre 1991     | poule du 1er tour | 0 v, 0 n, 3 d   | 0 v, 0 n, 2 d       | 2/3              |
| Pays de Galles 1999 | Barragiste        | 2 v, 0 n, 2 d   | 2 v, 0 n, 1 d       | 3/4              |
| Australie 2003      | poule du 1er tour | 2 v, 0 n, 2 d   | 1 v, 0 n, 1 d       | 2/4              |

Légende : v = victoire ; n = match nul ; d = défaite.

#### Statistiques en équipe nationale à XV
En quatorze années, Waisale Serevi dispute 38 matchs avec l'équipe des Fidji au cours desquels il marque onze essais, quarante transformations, vingt-sept pénalités et trois drops (221 points). Il participe notamment à trois coupes du monde (1991, 1999 et 2003) pour un total de sept rencontres disputées en trois participations,.

### En club
Avec le Stade montois
- Championnat de France Pro D2 :
  - Champion (2) : 1999[50] et 2002

### En équipe nationale à sept
- Vainqueur de la coupe du monde (Melrose Cup) : 1997, 2005
- Vainqueur du Hong Kong Sevens : 1990, 1991, 1992, 1998, 1999
- 3 titres de meilleur joueur au Hong Kong Sevens
- 2 médailles d’argent aux Jeux du Commonwealth
- Médaille d’or aux jeux mondiaux de 2001